# Jens Neubert
Jens Neubert (* 1967 in Dresden) ist ein deutscher Autor und Regisseur und arbeitet für Oper, Theater und Film. Seit Ende der 2000er-Jahre ist er auch als Filmproduzent tätig.

## Leben
Jens Neubert studierte Psychologie in Dresden und Opernregie in Berlin. Mit der Künstlergruppe Coopera inszenierte er als Regisseur und Produzent mehrere Opern. Von 1993 bis 1996 war er als persönlicher Assistent und Referent von Ruth Berghaus tätig und wirkte bei ihren Inszenierungen am Wiener Burgtheater (Der kaukasische Kreidekreis), Hamburger Thalia Theater (Die heilige Johanna der Schlachthöfe) und an der Hamburgischen Staatsoper bei der Uraufführung von Rolf Liebermanns Oper (Freispruch für Medea) mit. Danach arbeitete er für Andreas Homoki am Theater Basel (Messa da Requiem) und für Willy Decker an der Wiener Staatsoper (Moses und Aron).
Als Opernspielleiter hatte er Engagements am Deutschen Nationaltheater Weimar, am Theater Basel und an der Deutschen Oper Berlin. Als Autor und Regisseur übernahm er Inszenierungen am Thalia Theater Hamburg, am Staatstheater Kassel und Staatstheater Cottbus, Festspielhaus Hellerau und in der Fondation Beyeler. Neubert entwickelte, schrieb und inszenierte unter anderem Stücke über Wilhelm Müller (Schloss Georgium bei Dessau, 1995), Bertolt Brecht (Thalia Theater Hamburg, 1998), Arnold Schönberg (Staatstheater Kassel, 2000) und Heinrich Heine (Goethe-Institut, 2006).
Neben seiner Regiearbeit gibt er Vorlesungen und arbeitet als Kurator für eine Zürcher Privatsammlung. Er betreute als Kurator und Projektleiter die Herausgabe von sieben Walter-Felsenstein-Filmen in einer DVD-Sonderedition, die 2007 bei Arthaus-Musik durch die Erbengemeinschaft Felsenstein veröffentlicht wurde. 2008 kuratierte er im Auftrag des Sponsors Mercedes-Benz Automobil AG, Zürich, das Rahmenprogramm der Sonderausstellung Kunstwerk der Zukunft. Richard Wagner und Zürich (1849–1858) im Zürcher Museum Bärengasse.
2008 gründete er zusammen mit Peter Stüber die Syquali Multimedia AG mit Sitz in Zürich. Die Syquali-Produktion Hunter’s Bride wurde 2010 vom World Film Festival für die Serie „World Greats“ ausgewählt.
Jens Neubert lebt in Basel.

## Regietätigkeiten (Auswahl)
- 1992–1999: Tahiti-Liederabend am Thalia Theater Hamburg[4]
- 1995: Die Entführung aus dem Serail im Festspielhaus Hellerau[5]
- 1999–2000: Regisseur am Staatstheater Kassel[6]

## Filme
Als Regisseur und Produzent
- 2021: The Zurich Affair – Wagner’s One and Only Love
- 2015: Jean Baier: Expressiv konkret.
- 2014: A Day In The Life Of A Composer
- 2012: Das verbotene Land
- 2012: Winterthur schreibt eine Oper
- 2010: Hunter’s Bride – Musikfilm nach der Oper Der Freischütz von Carl Maria von Weber[7]

## Herausgeberschaft
- Walter-Felsenstein-Edition. Arthaus Musik, Berlin 2007. Sonderpreis Klassik der Deutschen Schallplattenkritik 2008
- Holubitschka – Die Farben von Urbino. Nimbus-Verlag, Wädenswil 2008
- Architecture and object – Daniel Widrig. Mercedes-Benz, Zürich 2008
- Rodney Gladwell – an uncommon talent. Mercedes-Benz, Zürich 2009
- Hunter’s Bride. Constantin/Paramount, München/Zürich 2011. Montreal World Film Festival – World Greatest Films, Sao Paulo Int. Filmfestival, Vancouver Int. Filmfestival
- Winterthur schreibt eine Oper. Musikkollegium, Winterthur 2012. Nominiert beim Canadian Int. Documentary Filmfestival Toronto
- Chronik – 100 Jahre Mercedes-Benz Automobil AG in der Schweiz. Mercedes-Benz, Zürich 2012
- Richard Wagner – eine Liaison in Zürich. Syquali, Zürich 2013
- Zürcher Wagner – Edition. Syquali, Zürich 2014
- Jean Baier – expressively concrete. Hatje & Cantz, Ostfildern 2014
- Wieland Wagner (1917–1966) – Opernarbeit, Syquali Zürich 2017
- Rodney Gladwell – Gods Go Running, Hatje & Cantz, Berlin 2016
- Anthony Amies – Breaking Waves, Hatje & Cantz, Berlin 2023
- »Denk nicht, sondern schau!«, Hatje Cantz, Berlin 2023